# 1189년

## 연호
- 남송(南宋) 순희(淳熙) 16년
- 금(金) 대정(大定) 29년
- 일본(日本) 분지(文治) 5년
- 서하(西夏) 건우(乾祐) 20년
- 리 왕조(李朝) 티엔뜨자투이(天資嘉瑞) 4년

## 기년
- 남송(南宋) 효종(孝宗) 27년
- 금(金) 세종(世宗) 29년
- 고려(高麗) 명종(明宗) 19년
- 서하(西夏) 인종(仁宗) 50년
- 리 왕조(李朝) 고종(高宗) 14년

## 사건
- 십자군 3차 원정, 예루살렘 왕국 재건

## 사망
- 7월 6일 - 잉글랜드의 국왕 헨리 2세
- 고려(高麗)의 문신(文臣) 문극겸(文克謙)